# Shuk Gurakuqi
Shuk Gurakuqi też jako: Pashko Gurakuqi (ur. 28 listopada 1888 w Szkodrze, zm. 13 kwietnia 1969 w Szkodrze) – albański polityk i ekonomista, minister finansów w latach 1941-1943, w rządzie Mustafy Krui.

## Życiorys
Pochodził z rodziny katolickiej - był synem Ndreka i Tiny z d. Simoni. W 1906 ukończył szkołę handlową, prowadzoną przez jezuitów w Szkodrze. Po jej ukończeniu przez trzy lata pracował jako nauczyciel w kolegium franciszkańskim. W 1910 zrezygnował z pracy w szkole i przeniósł się do prywatnej firmy handlowej Lazzaro Simoni. W 1913 zaczął karierę urzędnika finansowego, awansując w 1916 na stanowisko kierownika sekcji finansów rady miejskiej Szkodry. W latach 1918–1920 pozostawał bez stałego zajęcia.
W 1920 walczył przeciwko Serbom w rejonie Kopliku, a po zakończeniu działań wojennych podjął pracę w dziale finansów rady miejskiej Szkodry. W 1921 uzyskał mandat deputowanego do parlamentu, w którym zasiadał do 1925. W tym czasie kierował polityczno-społecznym pismem Ora e maleve, skupiających środowisko katolickich działaczy społecznych i politycznych ze Szkodry. W grudniu 1924 wyjechał na operację do Włoch. Po przejęciu władzy w tym samym miesiącu przez Ahmeda Zogu, Gurakuqi zdecydował się nie wracać do kraju. W latach 1925–1938 pracował w jednej z firm prywatnych w Trieście. W 1938 powrócił do rodzinnej Szkodry. Od 1939 pełnił funkcję dyrektora w firmie handlowej Bracia Prennushi (Vllazën Prennushi). W 1941 objął stanowisko ministra finansów w rządzie Mustafy Kruji.
22 stycznia 1945 został aresztowany przez funkcjonariuszy Departamentu Obrony Ludu. 13 kwietnia 1945 stanął przed sądem specjalnym, oskarżony o współpracę z okupantem. Skazany na karę dożywotniego pozbawienia wolności, którą następnie w roku 1949 skrócono do 20 lat więzienia. Był więziony w Tiranie, Szkodrze, ale większość kary odbywał w Burrelu. 20 maja 1962 opuścił więzienie i powrócił do Szkodry. Przez ostatnie lata życia mieszkał wraz z bratem, siostrą i szwagierką w skrajnej nędzy.